# نیدرشتدم
نیدرشتدم (به آلمانی: Niederstedem) یک شهر در آلمان است که در بیتبورگ-پروم واقع شده‌است.